# Ectropothecium seychellarum
Ectropothecium seychellarum är en bladmossart som beskrevs av Bescherelle 1880. Ectropothecium seychellarum ingår i släktet Ectropothecium och familjen Hypnaceae. Inga underarter finns listade i Catalogue of Life.